# Cnemisus kozlovi
Cnemisus kozlovi är en skalbaggsart som beskrevs av Semenov 1903. Cnemisus kozlovi ingår i släktet Cnemisus och familjen Aphodiidae. Inga underarter finns listade i Catalogue of Life.